# Розенфельд Леонід Георгійович
Леоні́д Гео́ргійович Розенфе́льд (3 червня 1930, селище Верхнє (тепер входить до складу міста Лисичанськ), Луганщина — 11 червня 2016, Київ) — радянський та український учений — знавець медичної радіології, 1967 — кандидат наук, 1972 — доктор наук, 1988 — професор, 1989 — заслужений діяч науки і техніки УРСР, 1991 — член-кореспондент НАН України, 1992 — заступник директора Інституту отоларингології ім. професора О. С. Коломійченка НАМН України, 2000 — академік НАМН України. Нагороджений орденом «За заслуги» 3 та 2 ступенів, орденом Святого Станіслава, знаками Національної академії наук України «За наукові досягнення», «За підготовку наукових кадрів», нагрудним знаком «Хрест Пантелеймона Цілителя», Почесною грамотою ВР України, численними грамотами. 2011 — почесний громадянин Харкова.

## Життєпис
Народився в родині лікарів — батько був знаним фахівцем з рентгенології.
Навчався та одночасно стажувався в інституті вдосконалення лікарів, одразу по закінченні навчання дістав кваліфікацію рентгенолога. 1954 року закінчив лікувальний факультет Київського медичного інституту.
З 1955 року працював рентгенологом санаторію «Дніпро» МОЗ УРСР, по тому на Закарпатті і в Криму, з 1956 року завідував рентгенологічним відділенням у клініці, під орудою М. М. Амосова. З часом перетворив відділення в рентгеноторакальне, там виконувалися передопераційні контактні дослідження легенів, серця, стравоходу.
1967 року захистив кандидатську дисертацію «Рентгенодіагностика дивертикулів стравоходу»; з того ж року завідує відділенням рентгенології і радіології в Науково-дослідному інституті отоларингології (Інститут отоларингології імені професора О. С. Коломійченка НАМН України).
Підготував монографії:
- «Реконструктивна хірургія стравоходу»,
- «Рентгенодіагностика пухлин стравоходу, органів черевної порожнини та позачеревного простору»,
- «Рентгенодіагностика захворювань оперативних органів травної системи».

1972 року захистив докторську дисертацію в НДІ клінічної та експериментальної хірургії у Москві — керівник Б. В. Петровський: «Хвороби оперованого та штучного стравоходу».
В НДІ клінічної та експериментальної хірургії у Москві видав багато наукових праць, зокрема, з академіком Е. Н. Ванцяном.
Розробляв проблеми діагностики захворювань верхніх дихальних шляхів та черепа.
Один з провідних учених-рентгенологів та медичних радіологів України.
1988 року під його керівництвом в УРСР створено службу термодіагностики — на основі досліджень академіка НАН та НАМН України О. Ф. Возіанова, Розенфельд створює Центр термодіагностики.
Є засновником розробки теоретичних і практичних сторін нового напряму променевої діагностики — неіонізивного, нешкідливого та екологічно безпечного методу — дистанційної термографії.
Деякі його праці:
- 1988 — «Основи клінічної дистанційної термодіагностики»,
- 1990 — «Принципи пошуку вирішень деяких медичних проблем» — у співавторстві,
- 1991 — «Клінічна термодіагностика»,
- 1993 — «Комп'ютерна діагностика»,
- 1994 — «Неіонізуючі методи променевої діагностики захворювань навколоносових пазух» — у співавторстві.
- 1997 — «Найближчі результати застосування нового вітчизняного імуномодулятора бластена в комплексному лікуванні хворих на рак гортані та ротової частини глотки» — у співавторстві.
- 1999 — «Радіологічна термінологія (українська, англійська, російська)». Довідник — у колективі авторів.

Займається вдосконаленням рентгенологічних методик в оториноларингології, вивчає питання автоматизації променевого лікування пухлин вуха, горла, носа.
Є автором більше 440 наукових праць, з них 21 монографія, 3 навчальні посібники.
Зареєстрував 25 винаходів і патентів.
Як педагог підготував 10 кандидатів та 22 докторів наук.
Член редколегій та редакційних рад наукових і науково-практичних часописів: «Експериментальна онкологія», «Журнал вушних, носових і горлових хвороб», «Журнал Національної академії медичних наук України», «Лікарська справа», «Ліки України», «Український медичний часопис», «Український радіологічний журнал».
1996, 2000, 2007 — лауреат премій НАМН України.